# Tōru Ōkawa
Tōru Ōkawa (大川 透?, Ōkawa Tōru; Prefettura di Kagoshima, 28 febbraio 1960) è un attore e doppiatore giapponese. È noto per aver doppiato Roy Mustang nel primo adattamento animato di Fullmetal Alchemist. Inoltre, è la voce narrante dell'adattamento animato di Le bizzarre avventure di JoJo.
Attualmente lavora per la Mausu Promotion. È un fan degli Hanshin Tigers, squadra di baseball di Nishinomiya.

## Doppiaggio

### Serie anime
- Baki the Grappler (Kuraishi, Antonio Ikari)
- Bakumatsu kikansetsu irohanihoheto (T.B. Glover)
- Bleach (Jin Kariya)
- BLOOD+ (James Goldsmith)
- ClassicaLoid (Kyougo Otowa)
- Detective Conan (Ryūichi Arai)
- Tenshi na konamaiki (Banfuji)
- Tantei gakuen Q (Shūzō Orita)
- Doraemon
- Fantastic Children (Tō-chan)
- Figure 17 (Shin'ichi Ibaraki)
- Rekka no honō (Narratore, Kondo, Shigeo Hanabishi)
- Fullmetal Alchemist (Roy Mustang, Bidō)
- Twin Princess - Principesse gemelle (Wohl)
- Fate/Apocrypha (Gordes Musik Yggdmillennia)
- Futakoi Alternative (Ainosuke Futaba)
- Gaiking - Legend of Daiku-Maryu (capitano Garris, padre di Daiya/Dottor Tsū)
- Gals! (Yamada)
- Gasaraki (Kiyomu Yonetani, Tatsumi Wakisaka)
- Ghost in the Shell: Stand Alone Complex (Saitō)
- Ginga Densetsu Weed (John)
- Godannar (Ken)
- Gunslinger Girl-IL TEATRINO- (colonnello (Ep 9))
- Hakushaku to yōsei (Professor Carlton)
- Higurashi no naku koro ni (Jirō Tomitake)
- Higurashi no naku koro ni Kai (Jirō Tomitake)
- Honey and Clover (Mario Fujiwara)
- Hoshi ni Negai o (Romeo)
- Innocent Venus (Maximus Drake)
- Jigoku shōjo Futakomori (Hiroyuki Mogi (ep 7))
- Karneval (Meiga)
- Katanagatari (Matsue Yasuri)
- Koroshiya-san (ispettore)
- Kyo Kara Maoh! (Hiscreif)
- Macross Frontier (Jeffrey Wilder, Elmo Kridanik, George Yamamori)
- Mahō shōjo Lyrical Nanoha StrikerS (Genya Nakajima)
- Guru Guru - Il girotondo della magia (monaco shintoista, Kumomonga)
- MegaMan NT Warrior serie (BowlMan)
- Mobile Suit Gundam SEED (Uzumi Nara Athha)
- Neo Angelique (Nyx)
- Nintama Rantarō (Moheiji Henno)
- Pandora Hearts (Zai Vessalius)
- Planetes (Norman)
- Pokémon Advanced Generation (Suzumura)
- Pokémon
- Power Stone (Octo)
- Pumpkin Scissors (Ranke)
- Romeo × Juliet (Giovanni)
- Saiyuki (Crow Man (ep 16))
- Shijō saikyō no deshi Ken'ichi (Kōzō Ukita)
- Soul Eater (Death Scythe)
- Suite Pretty Cure♪ (Sosuke Minamino)
- Sword Art Online (Heathcliff)
- Tears to Tiara (Arawn)
- La legge di Ueki (Diego Star)
- Jūni Kokuki (Kyouki, Shōkō)
- I cieli di Escaflowne (Gaddess)
- Transformers: Armada (Optimus Prime)
- Trinity Blood (William Walter Wordsworth)
- Utawarerumono (Sasante, Inkara)
- Zatch Bell! (direttore del circo)
- One Piece Sengoku (Ep.703+)

### OAV
- Final Fantasy VII: Advent Children (Rufus Shinra)
- Geobreeders (Hound Yoda)
- Legend of the Galactic Heroes (Mattohēfā)
- .hack//Liminality Volume 1 (Doctor Makino)

### Film d'animazione
- Animatrix (Agente 2)
- Atashin'chi (segretario esecutivo)
- Final Fantasy VII: Advent Children (Rufus Shinra)
- Fullmetal Alchemist: Il conquistatore di Shamballa (Roy Mustang)
- Gekijōban mahōka kōkō no rettōsei: Hoshi o yobu shōjo (Harunobu Kazama)
- Mobile Suit Z Gundam: Heirs to the Stars (Avery)

### Videogiochi
- Advance Guardian Heroes (Ginjirō Ibushi)
- Bloody Roar 4 (Stun/Steven Goldberg)
- Dawn of Mana (Masked Guru)
- Detective Pikachu (Detective Pikachu)
- Dragon's Dogma: Dark Arisen (Seneschal)
- Dragon Quest Rivals (Rick Fosconi)
- Final Fantasy VII Remake (Rufus Shinra)
- Final Fantasy VII: Ever Crisis (Rufus Shinra)
- Final Fantasy VII Rebirth (Rufus Shinra)
- Fire Emblem: Awakening (Daraen (maschio))
- Fire Emblem Heroes (Arden, Valter)
- Ghost in the Shell: Stand Alone Complex (Saitō)
- Ghost in the Shell: Stand Alone Complex (videogioco 2005) (Saitō)
- Guardian Heroes (Ginjirō Ibushi)
- JoJo's Bizarre Adventure (Joseph Joestar)
- JoJo's Bizarre Adventure: All Star Battle (Weather Report, Narratore)
- JoJo's Bizarre Adventure: Eyes of Heaven (Weather Report, Narratore)
- JoJo's Bizarre Adventure: All Star Battle R (Narratore)
- Kingdom Hearts: Chain of Memories (Iago)
- Kingdom Hearts II (Iago)
- Kingdom Hearts Re:Chain of Memories (Iago)
- Kingdom Hearts Re:coded (Iago)
- Kingdom Hearts HD 2.5 ReMIX (Iago)
- Max Payne (B.B.)
- One Piece: Pirate Warriors 3 (Sengoku)
- One Piece: Burning Blood (Sengoku)
- One Piece: Pirate Warriors 4 (Sengoku)
- Onimusha: Warlords (Tokichiro Kinoshita)
- Onimusha 2: Samurai's Destiny (Tokichiro Kinoshita)
- Onimusha 3 (Hideyoshi Hashiba)
- Onimusha: Dawn of Dreams (Hideyoshi Toyotomi)
- Overwatch (Soldato 76)
- Overwatch 2 (Soldato 76)
- Panzer Dragoon Saga (Zastava)
- Persona 5 Strikers (Akira Konoe)
- PlayStation All-Stars Battle Royale (Clank)
- Pokémon Masters EX (Koga)
- Ratchet & Clank (Clank, disertore)
- Ratchet & Clank: Fuoco a volontà (Clank)
- Ratchet & Clank 3 (Clank)
- Ratchet: Gladiator (Clank)
- Ratchet & Clank: L'altezza non conta (Clank)
- Ratchet & Clank: Armi di distruzione (Clank)
- Ratchet & Clank: A spasso nel tempo (Clank)
- Ratchet & Clank (videogioco 2016) (Clank)
- Ratchet & Clank: Rift Apart (Clank)
- Sakura Wars (Shika)
- Sakura Wars: In Hot Blood (Shika)
- Samurai Shodown VI (Kibagami Genjuro, Liu Yunfei, Yagyu Jubei)
- Sengoku Basara serie (Tokugawa Ieyasu)
- Sin and Punishment: Successor of the Skies (Deko Gekisho)
- Sonic Adventure (Pachacamac)
- Sonic Adventure 2 (R1/Flying Dog)
- Soulcalibur IV (Rock)
- Soulcalibur: Broken Destiny (Rock)
- Star Ocean: Till the End of Time (Norton)
- Street Fighter III 3rd Strike (Ryu)
- Street Fighter IV (Gouken)
- Street Fighter V (Gouken)
- Summon Night 5 (Meteora)
- Super Robot Wars Original Generation Gaiden (Mizal Touval)
- Super Robot Wars Z (Apolly Bay)
- Super Robot Wars Z2: Destruction Chapter (Apolly Bay, Jeffrey Wilder)
- Super Robot Wars Z2: Rebirth Chapter (Apolly Bay, Jeffrey Wilder)
- Super Robot Wars Z3: Hell Chapter (Jeffrey Wilder)
- Super Robot Wars Z3: Heaven Chapter (Jeffrey Wilder)
- Tales of Destiny (Daris)
- Tales of Rebirth (Wontiga)
- Tales of Xillia 2 (Julius Will Kresnik)
- Tales of the Rays (Julius Will Kresnik)
- Tears to Tiara II: Heir of the Overlord (Arawn)
- Tenchu (Rikimaru)
- The Last of Us (David)
- Valkyrie Profile: Covenant of the Plume (Lockswell)
- Yakuza 0 (Masaru Sera)
- Yakuza Kiwami (Masaru Sera)

### Film e telefilm
- A.I. - Intelligenza artificiale (Gigolo Joe)
- Squadra emergenza (Monte 'Doc' Parker)
- Star Trek: Deep Space Nine (Elim Garak)
- Sesame Street (Cookie Monster, Oscar the Grouch, Count von Count, Snuffie)
- Teletubbies (Tinky Winky)
- Batman Begins (Ra's al Ghul)
- Resident Evil (J.D.)
- Matrix Revolutions (Link)
- Home Movies (Coach McGuirk)